# Alberto Rabagliati
Alberto Rabagliati (Milano, 26 giugno 1906 – Roma, 8 marzo 1974) è stato un cantante, attore e conduttore radiofonico italiano.
Fu il primo divo della musica leggera italiana, famoso in gran parte dell'Europa.

## Biografia
Alberto Rabagliati nacque a Milano nel quartiere di Porta Venezia, il 26 giugno 1906, da genitori piemontesi: il padre Leandro Valentino Rabagliati e la madre Delfina Besso erano entrambi originari di Casorzo, un comune sulle colline del Monferrato, in provincia di Asti. Suo padre Leandro era un commerciante di vini. Nel 1927 risultò vincitore del concorso indetto dalla Fox Film Corporation per la ricerca di un sosia che potesse sostituire Rodolfo Valentino scomparso l'anno precedente. Si trasferì quindi da Milano a Hollywood, entrando in un ambiente per lui sconosciuto: «Per uno come me che massimo massimo aveva visto il lago di Como e il Duomo di Monza ritrovarsi su un piroscafo di lusso, tre bauli zeppi, un mucchietto di dollari, e granduchesse e contesse che lo corteggiavano, fu una cosa strabiliante».

Rabagliati qui con Marcella Castellini nel 1927: furono i due vincitori del concorso bandito dalla "Fox" dopo la morte di Rodolfo Valentino

Luisa Caselotti e Alberto Rabagliati nel film Sei tu l'amore? girato negli USA 1930

Rimase negli Stati Uniti quattro anni, ma la sua carriera di attore nel cinema americano non decollò mai e si interruppe bruscamente quando il suo produttore Fox lo licenziò in tronco per averlo trovato a letto con la sua amante. Durante la sua permanenza oltreoceano ebbe però la possibilità di familiarizzare con i nuovi generi musicali che stavano prendendo piede in America: il jazz, lo swing, lo scat.
Rientrato in Europa, intraprese la carriera di cantante. Dopo una breve e positiva esperienza con l'orchestra Blue Star di Pippo Barzizza, lavorò con l'orchestra cubana Lecuona Cuban Boys, esibendosi con il volto tinto di nero e portando al successo la canzone Maria la O.

### Divo della radio
Durante una serata con i Lecuona Cuban Boys, Rabagliati incontrò Giovanni D'Anzi, che gli propose di fare un'audizione per l'EIAR. Superò il provino, entrando a far parte dei cantanti dell'Orchestra Cetra diretta da Pippo Barzizza. In breve tempo divenne una celebrità della radio italiana, al punto da arrivare ad avere, nel 1941, una trasmissione tutta sua. 

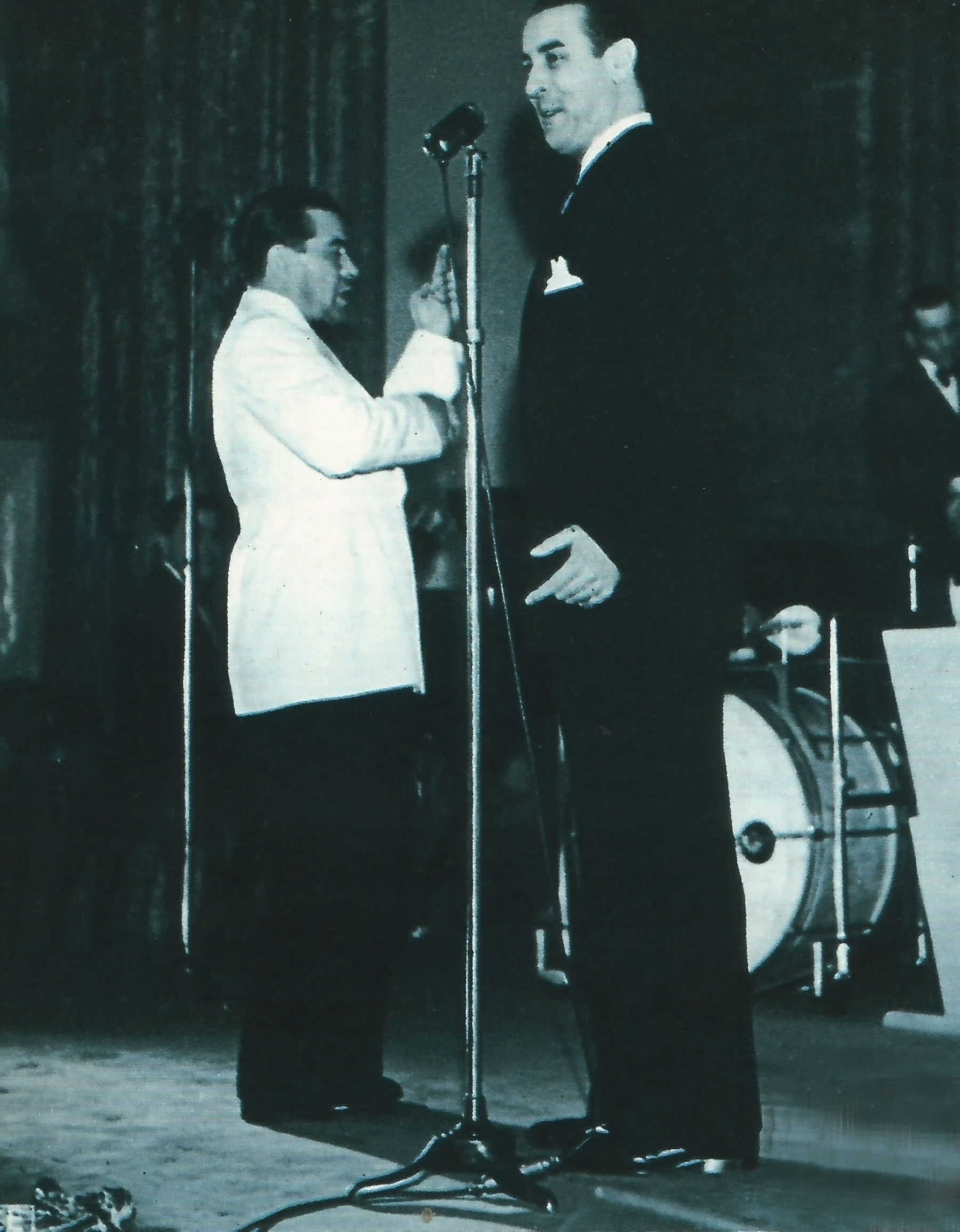
Cinico Angelini e Alberto Rabagliati nel 1940

Ogni lunedì sera l'EIAR mandava in onda Canta Rabagliati, nel corso della quale trasmissione il cantante riproponeva i suoi pezzi più famosi, come Ma l'amore no, Mattinata fiorentina, Ba ba baciami piccina, Silenzioso slow, Bambina innamorata, Amigos vamos a baillar, Guarda un po', Ho perduto i tuoi baci. Divenne così famoso da essere addirittura citato nei testi delle canzoni La famiglia canterina, Quando canta Rabagliati, Quando la radio (scritta dal maestro Carlo Prato).
Il pubblico femminile andava in visibilio per lui e lo ricopriva di rose a ogni esibizione. In un'epoca in cui l'esterofilia era bandita, al divo Rabagliati fu concesso di mantenere uno stile americaneggiante e il regime fascista decise di sfruttare la sua popolarità, scegliendo una sua canzone, C'è una casetta piccina (sposi), come inno della campagna demografica. Benito Mussolini tuttavia disprezzava la musica di Rabagliati: una volta, vedendo che Claretta Petacci stava ascoltando un suo disco, lo prese e lo spaccò, urlando: «Mi hanno detto che questo Rabagliati è stato in America! Ci torni! In Italia possiamo benissimo fare a meno di Rabagliati e di Toscanini!»
L'enorme fama raggiunta come cantante fece ripartire la sua carriera di attore. Dal 1940 al 1965 recitò in una ventina di film, tra cui Natale al campo 119, La contessa scalza, Montecarlo, Il vedovo, Signore & signori. Nel 1954 venne scelto dalla Disney per doppiare le parti cantate da Kirk Douglas nel film Ventimila leghe sotto i mari.
Rabagliati fu molto attivo anche in teatro fino a metà degli anni cinquanta, con la rivista e le commedie musicali di Garinei e Giovannini. La sua ultima apparizione pubblica fu nel 1974 al fianco di Mina e Raffaella Carrà nella prima puntata del programma televisivo Milleluci. L'8 marzo, poco dopo la registrazione, Rabagliati morì per una trombosi cerebrale. La puntata fu trasmessa il 16 marzo 1974. È sepolto nel cimitero Flaminio di Roma, accanto alla madre.

### Vita privata
Rabagliati sposò Maria Antonietta Tonnini a Roma nel 1954.

### Ricorrenza
A Casorzo nel paese di origine dei genitori di Rabagliati si svolge da quasi vent'anni ad agosto la manifestazione benefica Non Professional Festival organizzata dal comune di Casorzo, dalla proloco del paese e dall'associazione Arcobaleno. I partecipanti sono tutti giovani ballerini e cantanti non professionisti.

## Il varietà teatrale
- Roma città chiusa (1945)
- Pirulì Pirulì... non andrà sempre così di Garinei e Giovannini (1945)

## Varietà radiofonici Rai
- La valigia delle mie canzoni, programma con Alberto Rabagliati e il duo pianistico Pomeranz Brandi, trasmesso il 20 settembre 1955.

## Televisione

### Varietà televisivi Rai
- Primo piano, con Alberto Rabagliati e il complesso di Mario Pezzotta, trasmesso 30 maggio 1960.

### Prosa televisiva Rai
- Una famiglia di Cilapponi, regia di Flaminio Bollini, trasmessa il 29 novembre 1960.

### Carosello
Alberto Rabagliati ha partecipato a due serie di sketch della rubrica televisiva Carosello: nel 1965 con Pippo Baudo, Gisella Sofio e Maria Teresa Orsini per la carne in scatola Simmenthal, e nel 1967 con Caterina Caselli per il burro Optimus, il latte Stemag e lo Stelat della Polenghi Lombardo.

## Discografia parziale

### Singoli
- 1939 – Vorrei volar/Canzone del deserto (Cetra, IT 674)
- 1939 - Tabù/Maria la O (Cetra, DC. 4101)
- 1940 – Brilla una stella in ciel/Il maestro improvvisa (Cetra, IT 801; con il Trio Lescano)
- 1940 – Il maestro improvvisa/Due occhi neri (Cetra, IT 804; con il Trio Lescano)
- 1940 – Ba ba baciami piccina/Il primo pensiero (Cetra, IT 806)
- 1941 – Signorinella/Prima rondine (Cetra, DC 4009)
- 1945 – Alleluja/Male d'amore (Cetra, AA 434)
- 1946 – Le campane di Santa Maria/Voglio bene soltanto a te (Cetra, AA 462)
- 1947 – Babalu/Bahia (Cetra, DC 4627)
- 1947 – La famiglia musicale/Passano gli anni (Cetra, DC 4628)
- 1948 – La mer/La vie en rose (Cetra, DC 4773)
- 1948 – Chanson du souvenir/Mam'selle (Cetra, DC 4774)
- 1951 – La serenata del cow boy/È bello far l'amore (Cetra, DC 5270)
- 1951 – Ascoltando Puccini/A Rio Negro (Cetra, DC 5271)

### Album
- 1956 – Le canzoni de "La Madonina" (Durium, ms A 568; con Evelina Sironi)
- 1962 – Giorgio Gaslini presenta Alberto Rabagliati (Dischi Ricordi, MRL 6027)
- 1966 – Nostalgia de Milan (Durium, ms AI 77130; con Evelina Sironi, ristampa di ms A 568)
- 1967 – Quando canta Rabagliati (Dischi Ricordi, SMRP 9043)

### EP
- 1959 – Un po' di poesia/Quando canta Rabagliati/Tu musica divina/Oi Marì...oi Marì... (Fonit Cetra, EPE 3073)

## Filmografia parziale

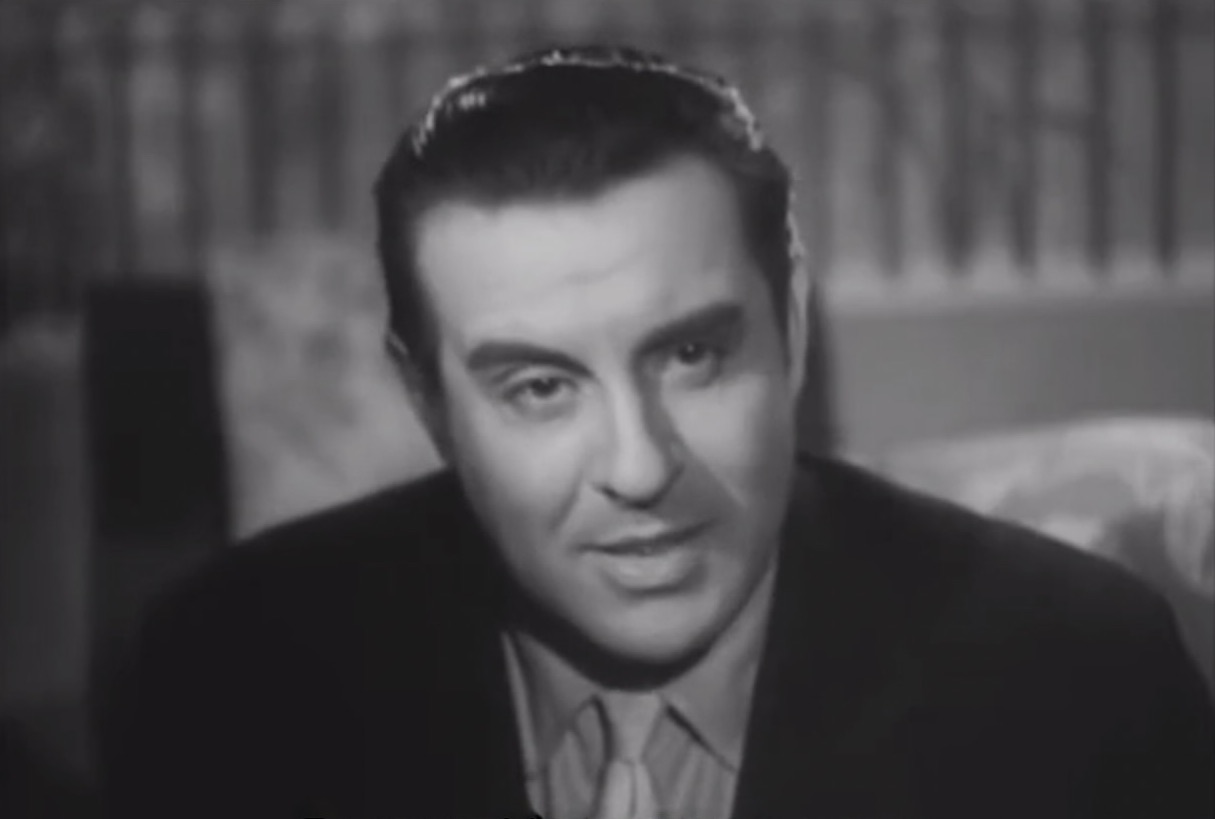
Alberto Rabagliati ne La vita è bella (1943)

- L'angelo della strada (Street Angel), regia di Frank Borzage (1928)
- Sei tu l'amore?, regia di Alfredo Sabato (1930)
- Una famiglia impossibile, regia di Carlo Ludovico Bragaglia (1940)
- La scuola dei timidi, regia di Carlo Ludovico Bragaglia (1942)
- In cerca di felicità, regia di Giacomo Gentilomo (1943)
- Lascia cantare il cuore, regia di Roberto Savarese (1943)
- La vita è bella, regia di Carlo Ludovico Bragaglia (1943)
- Partenza ore 7, regia di Mario Mattoli (1946)
- Natale al campo 119, regia di Pietro Francisci (1947)
- Le avventure di Mandrin, regia di Mario Soldati (1951)
- Il maestro di Don Giovanni, regia di Milton Krims (1953)
- William Tell, regia di Jack Cardiff (1953)
- La contessa scalza (The Barefoot Contessa), regia di Joseph Mankiewicz (1954)
- Scuola elementare, regia di Alberto Lattuada (1954)
- Quando tramonta il sole, regia di Guido Brignone (1956)
- Montecarlo, regia di Giulio Macchi (1956)
- Susanna tutta panna, regia di Steno (1957)
- Domenica è sempre domenica, regia di Camillo Mastrocinque (1958)
- Il vedovo, regia di Dino Risi (1959)
- Il raccomandato di ferro, regia di Marcello Baldi (1959)
- La cento chilometri, regia di Giulio Petroni (1959)
- Jessica, regia di Jean Negulesco (1962)
- Il mio amico Benito, regia di Giorgio Bianchi (1962)
- Panic Button... Operazione fisco! (Panic Button), regia di George Sherman (1964)
- Signore & signori, regia di Pietro Germi (1966)